# سایبان انگور

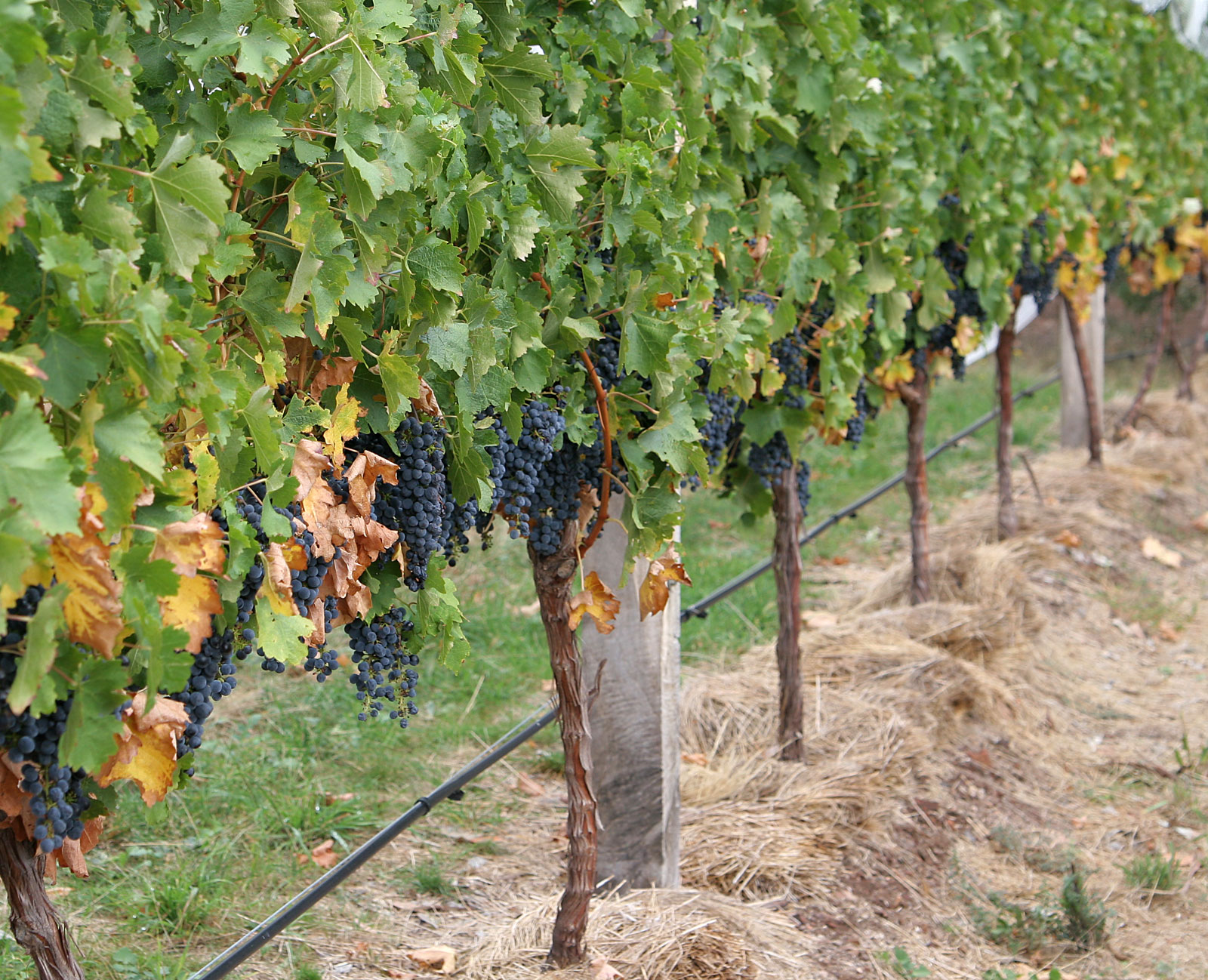
حالت نادرست سایبان که به زرد شدگی برگ منجر شده‌است.

در کشت انگور، سایبان (به انگلیسی: Canopy) شامل قسمتهایی از تاک است که در سطح زمین قابل مشاهده است؛ تنه، بدنه، ساقه، برگ، گل و میوه این بخش را شامل می‌شود. سایبان نقش مهمی در جذب انرژی نور برای فتوسنتز، استفاده از آب به عنوان تعرق و ریز اقلیم انگورِ رسیده دارد. مدیریت سایبان به دلیل تأثیر آن بر عملکرد انگور، کیفیت، باردهی و پیشگیری از بیماری‌های یکی از جنبه‌های مهم کشت انگور است. مشکلات مختلف پرورش انگور، مانند رسیدن ناهموار انگور، آفتاب سوختگی و خسارت ناشی از سرمازدگی را می‌توان با مدیریت صحیح سایبان حل کرد. علاوه بر هرس و اصلاح برگ، سایبان اغلب بر روی نرده‌های افقی ایجاد می‌شود تا رشد درخت، دسترسی به میوه، مدیریت و برداشت مداوم صورت پذیرد.

## چگونگی

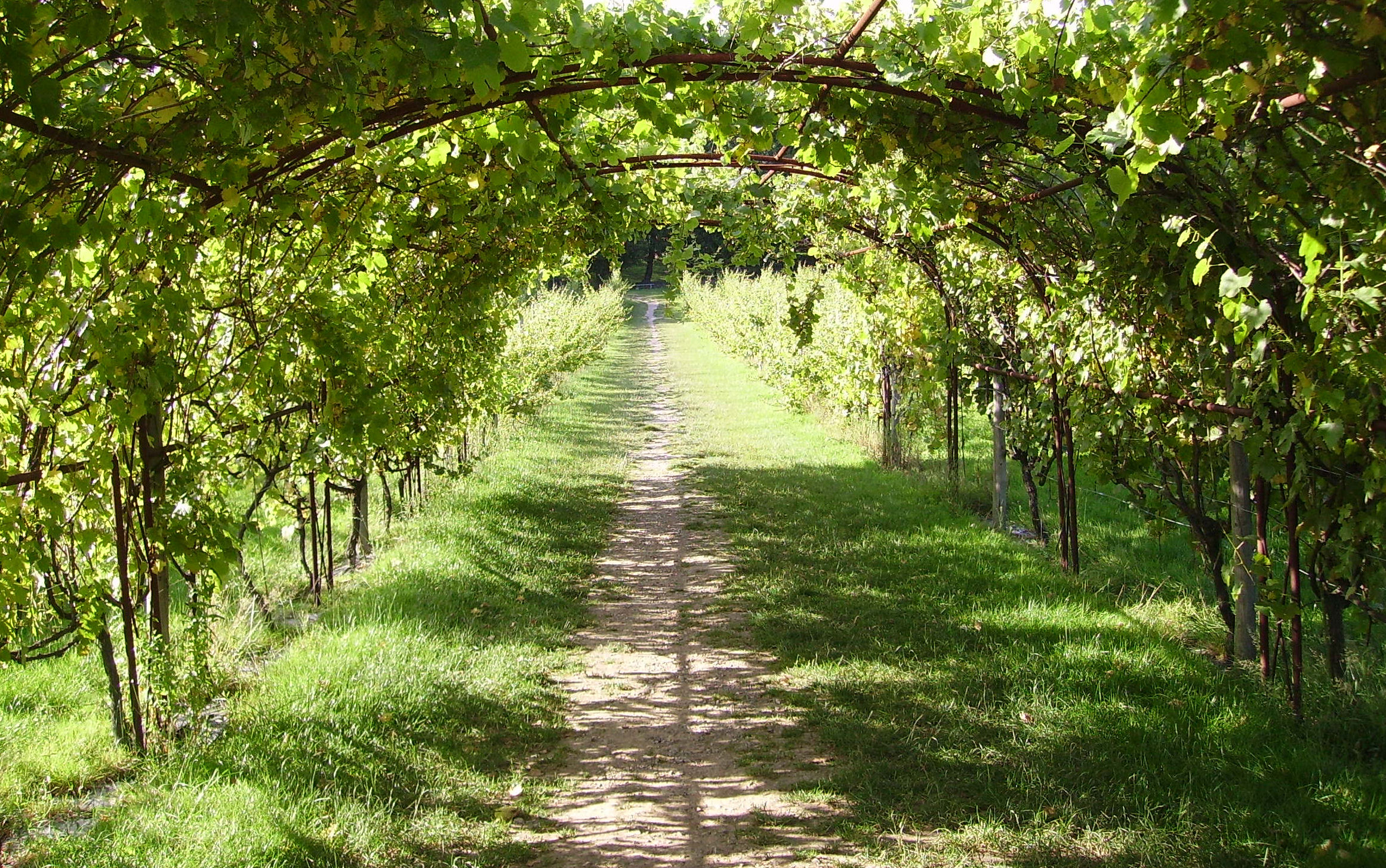
نمونه ای از ایجاد سایبان

در ابتدای رشد تاک «کوردون» یا «بازو» آن را که امتداد تنه قرار دارد و شامل بازوهای اضافی، برگ‌ها و خوشه‌های انگور می‌شود، به وسیله سیمی به میله ای افقی متصل می‌کنند؛ این عمل پس از رشد گیاه باعث ایجاد شکلی سایبان مانند می‌شود و امکان محافظت از خوشه‌های انگور را فراهم می‌کند.